# Фрімонт (Каліфорнія)
Фрімонт (англ. Fremont; [ˈfriːmɒnt]) — місто (англ. city) в США, в окрузі Аламіда штату Каліфорнія. Населення — 230 504 особи (2020).

## Географія
Фрімонт розташований за координатами 37°29′40″ пн. ш. 121°56′28″ зх. д. / 37.49444° пн. ш. 121.94111° зх. д. (37.494373, -121.941117).  За даними Бюро перепису населення США в 2010 році місто мало площу 226,91 км², з яких 200,62 км² — суходіл та 26,29 км² — водойми.

### Клімат
| Клімат : Фрімонт        | Клімат : Фрімонт | Клімат : Фрімонт | Клімат : Фрімонт | Клімат : Фрімонт | Клімат : Фрімонт | Клімат : Фрімонт | Клімат : Фрімонт | Клімат : Фрімонт | Клімат : Фрімонт | Клімат : Фрімонт | Клімат : Фрімонт | Клімат : Фрімонт | Клімат : Фрімонт |
| Показник                | Січ.             | Лют.             | Бер.             | Квіт.            | Трав.            | Черв.            | Лип.             | Серп.            | Вер.             | Жовт.            | Лист.            | Груд.            | Рік              |
| Середній максимум, °C   | 14,5             | 16,4             | 18,5             | 20,6             | 22,2             | 24,1             | 25,6             | 26,1             | 25,7             | 22,7             | 18,0             | 14,3             | 20,7             |
| Середня температура, °C | 10,1             | 11,7             | 13,2             | 14,9             | 16,5             | 18,4             | 19,6             | 19,9             | 19,4             | 16,8             | 12,9             | 10,1             | 15,3             |
| Середній мінімум, °C    | 5,7              | 6,8              | 7,9              | 9,2              | 10,9             | 12,7             | 13,7             | 13,8             | 13,1             | 10,9             | 7,8              | 5,8              | 9,9              |
| Норма опадів, мм        | 78               | 81               | 74               | 29               | 12               | 3                | 0                | 1                | 5                | 22               | 47               | 72               | 424              |
| ----------------------- | ---------------- | ---------------- | ---------------- | ---------------- | ---------------- | ---------------- | ---------------- | ---------------- | ---------------- | ---------------- | ---------------- | ---------------- | ---------------- |
| Джерело: NOAA           |                  |                  |                  |                  |                  |                  |                  |                  |                  |                  |                  |                  |                  |

## Демографія

### Перепис 2010
Згідно з переписом 2010 року, у місті мешкало 214 089 осіб у 71 004 домогосподарствах у складі 55 573 родин. Густота населення становила 943 особи/км².  Було 73989 помешкань (326/км²).
Расовий склад населення:
| - 50,6 % — азіатів - 32,8 % — білих - 3,3 % — чорних або афроамериканців - 0,5 % — вихідців з тихоокеанських островів - 0,5 % — корінних американців - 6,4 % — осіб інших рас |

До двох чи більше рас належало 5,9 %. Частка іспаномовних становила 14,8 % від усіх жителів.
За віковим діапазоном населення розподілялося таким чином: 24,9 % — особи молодші 18 років, 64,9 % — особи у віці 18—64 років, 10,2 % — особи у віці 65 років та старші. Медіана віку мешканця становила 36,8 року. На 100 осіб жіночої статі у місті припадало 98,9 чоловіків;  на 100 жінок у віці від 18 років та старших — 96,4 чоловіків також старших 18 років.
Середній дохід на одне домашнє господарство  становив 125 386 доларів США (медіана — 105 355), а середній дохід на одну сім'ю — 135 775 доларів (медіана — 115 269). Медіана доходів становила 90 027 доларів для чоловіків та 62 849 доларів для жінок. За межею бідності перебувало 6,1 % осіб, у тому числі 6,2 % дітей у віці до 18 років та 6,8 % осіб у віці 65 років та старших.
Цивільне працевлаштоване населення становило 110 183 особи. Основні галузі зайнятості: науковці, спеціалісти, менеджери — 21,9 %, освіта, охорона здоров'я та соціальна допомога — 18,2 %, виробництво — 17,7 %.

### Перепис 2000
За даними перепису 2000 року власники 16,5% садиб мали вік, що перевищував 65 років, а в 4,1% садиб принаймні одна людина була старшою за 65 років.
Кількість людей у середньому на садибу становила 2,96, а в середньому на родину 3,34.
Дохід на душу населення був 31 411 доларів.
Приблизно 3,6% родин та 5,4% населення жили за межею бідності.
Серед них осіб до 18 років було 5,9%, і понад 65 років — 6,2%.
Середній вік населення становив 36,8 років.

## Промисловість

Кар'єрне озеро у місцевості Найлс міста Фрімонт

У місті базується штаб-квартира IT-компанії AMAX та завод Tesla, що випускає автомобілі Tesla Model 3.